# The Office Boys
I The Office Boys (I corrieri espresso) sono un gruppo di falesie dell'arcipelago della Georgia del Sud e Isole Sandwich Australi. Si trovano 60 km a est/sud-est dell'estremità sud-orientale della Georgia del Sud, all'estremità settentrionale delle Clerke Rocks.
Il capitano britannico James Cook scoprì le Clerke Rocks nel 1755. A battezzare così le isole furono probabilmente gli scienziati delle Discovery Investigations britanniche, che esplorarono quest'area negli anni 1926-30.